# ميخائيل ساربونغ
ميخائيل ساربونغ (بالإنجليزية: Michael Sarpong)‏ هو لاعب كرة قدم غاني، ولد في 10 يناير 1996 لعب سابقاً في نادي النهضة السعودي.